# Gran varietà (film)
Gran varietà è un film del 1954 diretto da Domenico Paolella.
Si tratta di un film ad episodi, scritto da diversi sceneggiatori, tra cui Ettore Scola, già collaboratore della RAI e del settimanale il Marc'Aurelio e futuro regista.

## Trama
Il film è suddiviso in 5 episodi:

### Mariantonia
Una contadina, si presenta per errore su un palcoscenico, viene scambiata, dal pubblico, per una componente dello spettacolo, riesce a improvvisare una scenetta e viene acclamata ripetutamente. L'impresario dopo le prime perplessità la trasforma in una diva del Varietà.

### Cuttica
Un attore imitatore specializzato in caricature di militari scansafatiche e pavidi, diventa suo malgrado un eroe di guerra.

### Il fine dicitore
Declino di un attore di café chantant, vanesio e vendicativo, a causa del suo repertorio ormai datato.

### Fregoli
Un attore, veloce trasformista, riesce ad allontanare i corteggiatori dalla donna di cui è innamorato fingendosi vari personaggi.

### Il censore
Un addetto alla censura fa tagliare consistenti parti di spettacoli non conformi alle idee politiche del periodo fascista, riciclandosi poi nello stesso ruolo anche nel dopoguerra.

## Produzione
La pellicola è girata in Ferraniacolor, un materiale al tempo da poco messo a punto negli stabilimenti della Ferrania a Ferrania (SV), dai colori ancora molto instabili, come si può ancora vedere nella visione del film.
Nell'episodio di Renato Rascel del censore si tentò con le tecniche di allora di sdoppiare l'immagine di Rascel dando l'impressione che nella stessa scena recitino due persone diverse, ma sulla pellicola come si può vedere uno dei due Rascel appare come fosse un fantasma trasparente. In seguito però la tecnica è migliorata ed è stato possibile realizzare scene in cui lo stesso attore potesse recitare personaggi diversi, come nel film Totò diabolicus.